# Clase Radiance
La clase Radiance es una clase de cruceros operados por Royal Caribbean International construidos entre 2001 y 2004 en el astillero Meyer Werft en Papenburg, Alemania. La clase fue precedida por la clase Voyager y seguida por la Clase Freedom.
Los barcos de la clase Radiance tienen un tonelaje bruto de 90.090, siendo más pequeños que la clase Voyager anterior. Construida para navegar en climas más fríos, esta clase difiere en diseño de las clases Voyager y Freedom, y algunos aspectos influyeron en la clase Quantum. La clase Radiance está construida cumpliendo el factor Panamax, lo que les permite pasar por el Canal de Panamá. La planta de energía en todos los barcos consiste en turbinas de gas más amigables con el medio ambiente pero menos eficientes en combustible.
Los barcos de la clase Radiance tienen más de 12.000 m2 de vidrio, ascensores con vista exterior de vidrio, más de 700 camarotes con balcón, comedores con ventanas de vidrio de dos niveles, restaurantes alternativos, un techo de vidrio retráctil sobre una piscina, una piscina al aire libre, así como las primeras mesas de billar autonivelantes en el mar. Durante su remodelación, los barcos de esta clase se han reacondicionado para incorporar los eventos "Centrum Wow", que transformaron el atrio de varios niveles en un teatro vertical para acróbatas (gimnastas aéreas).

## Unidades
| Buque                  | Año de construcción | Entrada en servicio con Royal Caribbean | Notas | Imagen |
| ---------------------- | ------------------- | --------------------------------------- | ----- | ------ |
| Radiance of the Seas   | 2001                | 10 de marzo de 2001                     |       |        |
| Brilliance of the Seas | 2002                | 19 de julio de 2002                     |       |        |
| Serenade of the Seas   | 2003                | 1 de agosto de 2003                     |       |        |
| Jewel of the Seas      | 2004                | 8 de mayo de 2004                       |       |        |